# Fulcran Vigouroux
Fulcran Grégoire Vigouroux (ur. 13 lutego 1837 w Nant, zm. 21 lutego 1915 w Paryżu) – francuski biblista, sekretarz Papieskiej Komisji Biblijnej, jeden z głównych propagatorów konkordyzmu.

## Życiorys
Wykładał filozofię dla seminarzystów w Autun (1862-1864) i Issy (1864-1868). W 1890 został profesorem Pisma Świętego w Instytucie Katolickim w Paryżu. Po utworzeniu w 1902 Papieskiej Komisji Biblijnej został mianowany jej pierwszym sekretarzem. Większość reszty życia spędził w Rzymie, gdzie służył przy formułowaniu dekretów tej komisji wydawanych w latach 1905-1912. W 1913 wrócił do Paryża, gdzie doznał paraliżu.
Jego największym dziełem była redakcja Dictionnaire de la Bible w latach 1895-1912. Do pozostałych jego dzieł należą m.in.: 
- La Bible et les Découvertes modernes en Égypte et en Assyrie,
- Le Nouveau Testament et les Découvertes archéologiques modernes,
- Les Livres Saints et la critique rationaliste,
- Manuel biblique ou cours d'Écriture Sainte a l'usage des séminaires: Ancien Testament[2].